# Stara Gadka
Stara Gadka (pronunciación en polaco: /ˈstara ˈɡatka/) es un pueblo ubicado en el distrito administrativo de Gmina Rzgów, dentro del condado de Łódź Oriental, voivodato de Łódź, en el centro de Polonia. Se encuentra a unos 3 kilómetros al norte de Rzgów y a 12 kilómetros al sur de la capital regional Łódź.

## Clima
Stara Gadka tiene un clima continental húmedo (Cfb en la clasificación climática de Köppen).